# James Allen (Schriftsteller)

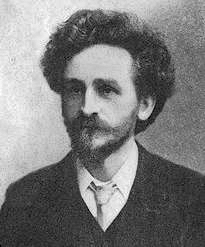
James Allen

James Allen (* 28. November 1864 in Leicester, England; † 24. Januar 1912 Ilfracombe) war einer der ersten Autoren von Büchern zu Persönlichkeitsentwicklung und Motivation sowie einer der bekanntesten Autoren innerhalb der Neugeist-Bewegung.

## Leben
Geboren 1864 in Leicester, England, in eine Arbeiterfamilie, war Allen der ältere von zwei Brüdern. Seine Mutter konnte weder lesen noch schreiben. Sein Vater William war Fabrikstricker. Nach einem Abschwung im Textilhandel in Mittelengland reiste Allens Vater 1879 allein nach Amerika, um Arbeit zu finden und ein neues Zuhause für die Familie zu gründen. Innerhalb von zwei Tagen nach seiner Ankunft starb sein Vater im New Yorker Krankenhaus, vermutlich infolge eines Raubmordes. Im Alter von fünfzehn Jahren, als die Familie nun vor einer wirtschaftlichen Katastrophe stand, war Allen gezwungen, die Schule zu verlassen und Arbeit zu finden.
Während eines Großteils der 1890er Jahre arbeitete Allen als Privatsekretär und Schreibwarenhändler in mehreren britischen Produktionsfirmen. 1893 zog Allen nach London und später nach Südwales, wo er seinen Lebensunterhalt mit Journalismus und Berichterstattung verdiente. In Südwales traf er Lily Louisa Oram, die er dann 1895 heiratete. 1898 fand Allen eine Beschäftigung, in der er seine spirituellen und sozialen Interessen als Autor für die Zeitschrift Der Herold des Goldenen Zeitalters. Zu dieser Zeit hatte Allen eine kreative Periode, in der er dann sein erstes von vielen Büchern veröffentlichte, „From Poverty to Power“ (1901). 1902 begann Allen, sein eigenes spirituelles Magazin „The Light of Reason“ herauszugeben, das später den Titel „The Epoch“ erhielt.
1903 veröffentlichte Allen sein drittes und berühmtestes Buch „As a Man Thinketh“. Lose basierend auf der biblischen Passage von Sprichwörter 23:7, „Wie ein Mensch in seinem Herzen denkt, so ist er“, wurde das kleine Werk schließlich gelesen, ging um die Welt und brachte Allen posthum Ruhm als eine der Pionierfiguren des modernen inspirierenden Denkens. Die geringe Aufmerksamkeit seines Buches erlaubte Allen, seine Arbeit als Sekretär aufzugeben und seine Karriere als Autor und Herausgeber fortzusetzen. 1903 zog sich die Familie Allen in die Stadt Ilfracombe zurück, wo Allen den Rest seines Lebens verbringen würde. Allen veröffentlichte weiterhin sein Magazin The Epoch und produzierte bis zu seinem Tod 1912 mehr als ein Buch pro Jahr. Dort schrieb er neun Jahre lang und produzierte 19 Werke.
Nach seinem Tod im Jahr 1912 führte seine Frau die Zeitschrift unter dem Namen „The Epoch“ weiter. Lily Allen fasste die literarische Mission ihres Mannes im Vorwort zu einem seiner posthum veröffentlichten Manuskripte, „Foundation Stones to Happiness and Success“, zusammen und sagte:
„Er schrieb nie Theorien oder um des Schreibens willen; aber er schrieb, wenn er eine Botschaft hatte, und sie wurde erst dann zu einer Botschaft, wenn er sie in seinem eigenen Leben gelebt hatte und wusste, dass sie gut war. Also schrieb er Tatsachen, was er durch Übung bewiesen hatte.“

## Veröffentlichungen
In seiner Zeit als Autor schrieb er vor allem Bücher, die die Macht der Gedanken auf unser Leben erklären und uns motivieren sollen. Sein bekanntestes Werk ist As A Man Thinketh. Es gilt als klassisches Buch zur richtigen Lebensführung. Das Buch wurde unter diversen Titeln auf Deutsch veröffentlicht, u. a.:
- Deine Gedanken, eine schöpferische Macht: ein Weg befreiender Selbsterziehung (3. Auflage 1946)[4]
- Heile deine Gedanken: Werde Meister deines Schicksals
- As A Man Thinketh - Wie du denkst, so wirst du
- Wie der Mensch denkt, so lebt er
- Wie man denkt, so ist man

## Werke
- From Poverty to Power; or, The Realization of Prosperity and Peace (1901) [Enthält: "The Path to Prosperity" und "The Way of Peace"]
- All These Things Added (1903) [Enthält: "Entering the Kingdom" und "The Heavenly Life"]
- As a Man Thinketh (1903)
- Through the Gate of Good; or, Christ and Conduct (1903)
- Byways of Blessedness (1904)
- Out from the Heart (1904) [Sequel zu: "As a Man Thinketh"]
- Poems of Peace, including the lyrical-dramatic poem Eolaus (1907)
- The Life Triumphant: Mastering the Heart and Mind (1908)
- Morning and Evening Thoughts (1909)
- The Mastery of Destiny (1909)
- Above Life’s Turmoil (1910)
- From Passion to Peace (1910)
- Eight Pillars of Prosperity (1911)
- Man: King of Mind, Body and Circumstance (1911)
- Light on Life’s Difficulties (1912)
- Foundation Stones to Happiness and Success (1913)
- James Allen’s Book of Meditations for Every Day in the Year (1913) [Kollektion von früheren Texten, zusammengestellt von seiner Frau Lily L. Allen]
- Meditations; A Year Book (1913) [US Version von James Allen's Buch: "Meditations for Every Day in the Year"]
- Men and Systems (1914)
- The Shining Gateway (1915)
- The Divine Companion (1919)